# Aximogastroma longigastris
Aximogastroma longigastris är en stekelart som beskrevs av T.C. Narendran 1994. Aximogastroma longigastris ingår i släktet Aximogastroma och familjen kragglanssteklar. Inga underarter finns listade.